# Старр, Энтони
Энтони Старр (англ. Antony Starr; род. 25 октября 1975, Веллингтон) — новозеландский актёр. Наиболее известен по роли Джона Смита в телесериале «Банши» и Хоумлендера в телесериале «Пацаны», основанном на одноимённой серии комиксов.

## Биография
Старр родился 25 октября 1975 года в Веллингтоне, Новая Зеландия. Окончив школу, раздумывал в будущем стать полицейским, однако начал посещать вечерние курсы актёрского мастерства Unitech. Обучался в колледже Рангитото, который он покинул в 1993 году и университете Окленда. В подростковом возрасте переехал в Норвегию, где в течение 18 месяцев занимался сноубордингом. Владеет норвежским, индонезийским и испанскими языками.

## Карьера
Старр начал актёрскую карьеру в возрасте 20 лет исполнив эпизодическую роль в телесериале Зена — королева воинов. Спустя чуть меньше года появился в телесериале повторно, исполнив также эпизодическую роль. С 2000 года по 2002 исполнял второстепенную роль в мыльной опере Шортланд-стрит, однако решил покинуть съемочную площадку из-за «сильного быстрого темпа съемки». В том же 2000 году исполнил эпизодическую роль в новозеландском судебно-драматическом телесериале Защитник. В 2001 году получил гостевую роль в телесериале «Пик милости» которую он исполнял на протяжении трёх сезонов. В 2003 году появился в телесериале «Жесткий выход», а также телефильме «Пик ужаса» и «Кожа да кости». В 2004 году появился в драматическом триллере «В доме моего отца», комедии «Трое в каноэ», телефильме «Не только, но и всегда» и в эпизодической роли в телесериале «Серийные убийцы». В 2005 исполнил небольшую роль в автобиографическом фильме Самый быстрый «Индиан», а также присоединился к основному актёрскому составу телесериала Неприличное везение в котором снимался вплоть до его окончания в 2010 году, за роль в телесериале стал обладателем двух новозеландских премий «Qantas», а также премии «Air New Zealand Screen Awards». В 2006 году исполнил небольшую роль в фильме «Номер 2». В 2008 году появился в эпизодической роли в телесериале «Дневники Джеки Браун». В 2010 исполнил главную роль в драме «После водопада» и телефильме «Шпионы и ложь» за которые соответственно получил по номинации на премию  «Aotearoa».
В 2011 году получил второстепенную роль в телефильме «Блаженство», а также главную роль в драматическом полицейском телесериале «На грани. В 2012 году исполнил второстепенную роль в фильме «Не говори ничего» за что получил две премии как «Лучший актер второго плана», а также исполнил главную роль в телесериале «Хитрый бизнес» и появился в 6 эпизодах телесериала «Подноготная». С 2013 по 2016 исполнял главную роль в телесериале «Банши», а также появился в 12 эпизодах спин-оффа Банши: Истоки. В 2016 исполнил второстепенную роль в телесериале «Американская готика». В 2019 исполнил главную роль в комедийном фильме «Гаттерби», а также присоединился к основному актёрскому составу телесериала «Пацаны» где исполняет роль главного антагониста Хоумлендера, за роль в телесериале был множество раз номинирован на различные телевизионные премии, а также стал обладателем некоторых из них. В 2020 исполнил малозаметную роль в телесериале »Весёлый дом 'Тётушки Донны'». В 2021 году повторил роль Хоумлендера в веб-сериале «Семёрка» на «Семёрке». В 2022 году исполнил роль Хоумлендера повторно в мультсериале Пацаны: Осатанелые,  а также появился в той же роли в компьютерной игре Call of Duty: Modern Warfare II. В 2023 году вновь исполнил роль Хоумлендера в спин-офф Поколение «Ви», в этом же году исполнил главную роль в фильме Гая Ричи «Переводчик», а также фильме ужасов «В паутине страха». В 2024 году внешность его персонажа из телесериала «Пацаны» была использована в компьютерной игре «Mortal Kombat 1», однако своего персонажа актёр не озвучил. В 2025 году появился в камео в телесериале «Киностудия» и исполнил главную роль в фильме «Большая двадцатка».

## Личная жизнь
В возрасте 15 лет подрабатывал в супермаркете, где во время работы случайно уронил стопку пластиковых стаканчиков, от злости он кинул один из них, тот отскочил от стены ему прямо в голову, после чего получил шрам между бровей.
4 марта 2022 года был арестован в Аликанте, Испания, после нападения на 21-летнего юношу в баре и был приговорён к 12 месяцам условного заключения и штрафу в размере 5530 долларов, который он благополучно оплатил.

## Фильмография
| Год          |    | Русское название            | Оригинальное название              | Роль                  |
| ------------ | -- | --------------------------- | ---------------------------------- | --------------------- |
| 1995—1996    | с  | Зена — королева воинов      | Xena: Warrior Princess             | Мисас/Дэвид           |
| 2000—2002    | с  | Шортланд-стрит              | Shortland Street                   | Стратфорд Уилсон      |
| 2000         | с  | Защитник                    | Street Legal                       | Даррен                |
| 2001—2003    | с  | Пик милости                 | Mercy Peak                         | Тодд Ван дер Велтер   |
| 2003         | с  | Жесткий выход               | Hard Out                           | Стево                 |
| 2003         | тф | Пик ужаса                   | Terror Peak                        | Джейсон               |
| 2003         | тф | Кожа да кости               | Skin & Bone                        | Сеймур Коллинз        |
| 2004         | ф  | В доме моего отца           | In My Father's Den                 | Гарет                 |
| 2004         | ф  | Трое в каноэ                | Without a Paddle                   | Билли Ньювуд          |
| 2004         | тф | Не только, но и всегда      | Not Only But Always                | таксист               |
| 2004         | с  | Серийные убийцы             | Serial Killers                     | Дин Крокер            |
| 2005         | ф  | Самый быстрый «Индиан»      | The World's Fastest Indian         | Джефф                 |
| 2005—2010    | с  | Неприличное везение         | Outrageous Fortune                 | Джетро/Ван Уэст       |
| 2006         | ф  | Номер 2                     | No. 2                              | Шелли                 |
| 2008         | с  | Дневники Джеки Браун        | The Jaquie Brown Diaries           | камео                 |
| 2010         | ф  | После водопада              | After the Waterfall                | Джош Дрин             |
| 2010         | тф | Шпионы и ложь               | Spies and Lies                     | Сидни Роуз            |
| 2011         | тф | Блаженство                  | Bliss                              | Том Миллс             |
| 2011         | с  | На грани                    | Rush                               | Чарли Льюис           |
| 2012         | ф  | Не говори ничего            | Wish You Were Here                 | Джереми Кинг          |
| 2012         | с  | Хитрый бизнес               | Tricky Business                    | Мэтт Слоун            |
| 2012         | с  | Подноготная                 | Lowdown                            | Стюарт Кинг           |
| 2013—2016    | с  | Банши                       | Banshee                            | Джон «Лукас Худ» Смит |
| 2013—2014    | с  | Банши: Истоки               | Banshee Origins                    | Джон «Лукас Худ» Смит |
| 2016         | с  | Американская готика         | American Gothic                    | Гаррет Хоторн         |
| 2019 — н. в. | с  | Пацаны                      | The Boys                           | Джон/Хоумлендер       |
| 2019         | ф  | Гаттерби                    | American Sausage Standoff          | Майк Данкворт Маккоид |
| 2020         | с  | Весёлый дом 'Тётушки Донны' | Aunty Donna's Big Ol' House of Fun | заблудившийся человек |
| 2021         | вс | «Семёрка» на «Семёрке»      | Seven on 7                         | Джон/Хоумлендер       |
| 2022         | мс | Пацаны: Осатанелые          | The Boys Presents: Diabolical      | Джон/Хоумлендер       |
| 2022         | ки |                             | Call of Duty: Modern Warfare II    | Джон/Хоумлендер       |
| 2023         | с  | Поколение «Ви»              | Gen V                              | Джон/Хоумлендер       |
| 2023         | ф  | Переводчик                  | Guy Ritchie's The Covenant         | Эдди Паркер           |
| 2023         | ф  | В паутине страха            | Cobweb                             | Марк                  |
| 2024         | ки |                             | Mortal Kombat 1                    | Джон/Хоумлендер       |
| 2025         | с  | Киностудия                  | The Studio                         | камео                 |
| 2025         | ф  | Большая двадцатка           | G20                                | Эдвард Ратледж        |

## Награды и номинации
| Год  | Премия                                                      | Категория                                                          | Номинация за        | Результат | Примечания |
| ---- | ----------------------------------------------------------- | ------------------------------------------------------------------ | ------------------- | --------- | ---------- |
| 2005 | Премия «Qantas»                                             | Лучший актер в телевизионной драме                                 | Неприличное везение | Победа    | [ 45 ]     |
| 2006 | Премия «Air New Zealand Screen Awards»                      | Лучшая актёрская игра                                              | Неприличное везение | Номинация | [ 46 ]     |
| 2007 | Премия «Air New Zealand Screen Awards»                      | Лучшая актёрская игра                                              | Неприличное везение | Победа    | [ 47 ]     |
| 2008 | Премия «Qantas»                                             | Выступление актера на общем телевидении                            | Неприличное везение | Победа    | [ 48 ]     |
| 2009 | Премия «Qantas»                                             | Выступление актера на общем телевидении                            | Неприличное везение | Номинация | [ 49 ]     |
| 2011 | Премия «Aotearoa»                                           | Лучшая актёрская игра                                              | Шпионы и ложь       | Номинация | [ 50 ]     |
| 2011 | Премия «Aotearoa»                                           | Лучший актер главной роли в художественном фильме                  | После водопада      | Номинация | [ 50 ]     |
| 2012 | Круг кинокритиков Австралии                                 | Лучший актер второго плана                                         | Не говори ничего    | Победа    | [ 51 ]     |
| 2013 | Премия «Австралийской академии кинематографа и телевидения» | Лучший актер второго плана                                         | Не говори ничего    | Победа    | [ 52 ]     |
| 2021 | Суперпремия «Выбор критиков»                                | Лучший актер в сериале о супергероях                               | Пацаны              | Победа    | [ 53 ]     |
| 2021 | Суперпремия «Выбор критиков»                                | Лучший злодей в сериале                                            | Пацаны              | Победа    | [ 53 ]     |
| 2022 | Премия «Сатурн»                                             | Лучшая мужскую роль в потоковом телевизионном сериале              | Пацаны              | Номинация | [ 54 ]     |
| 2023 | Премия «Выбор критиков»                                     | Лучший актер в драматическом сериале                               | Пацаны              | Номинация | [ 55 ]     |
| 2023 | Суперпремия «Выбор критиков»                                | Лучший актер в сериале о супергероях                               | Пацаны              | Победа    | [ 56 ]     |
| 2023 | Суперпремия «Выбор критиков»                                | Лучший злодей в сериале                                            | Пацаны              | Победа    | [ 56 ]     |
| 2024 | Телевизионная премия «Astra»                                | Лучший актер в драматическом сериале                               | Пацаны              | Победа    | [ 57 ]     |
| 2025 | Премия «Выбор критиков»                                     | Лучший актер в драматическом сериале                               | Пацаны              | Номинация | [ 58 ]     |
| 2025 | Премия «Сатурн»                                             | Лучший актер второго плана в телесериале                           | Пацаны              | Победа    | [ 59 ]     |
| 2025 | Суперпремия «Выбор критиков»                                | Лучший актер в супергеройском сериале, мини-сериале или телефильме | Пацаны              | Номинация | [ 60 ]     |